# Aprosopus gilmouri
Aprosopus gilmouri är en skalbaggsart som beskrevs av Stefan von Breuning 1962. Aprosopus gilmouri ingår i släktet Aprosopus och familjen långhorningar. Inga underarter finns listade i Catalogue of Life.